# Philipp Eng

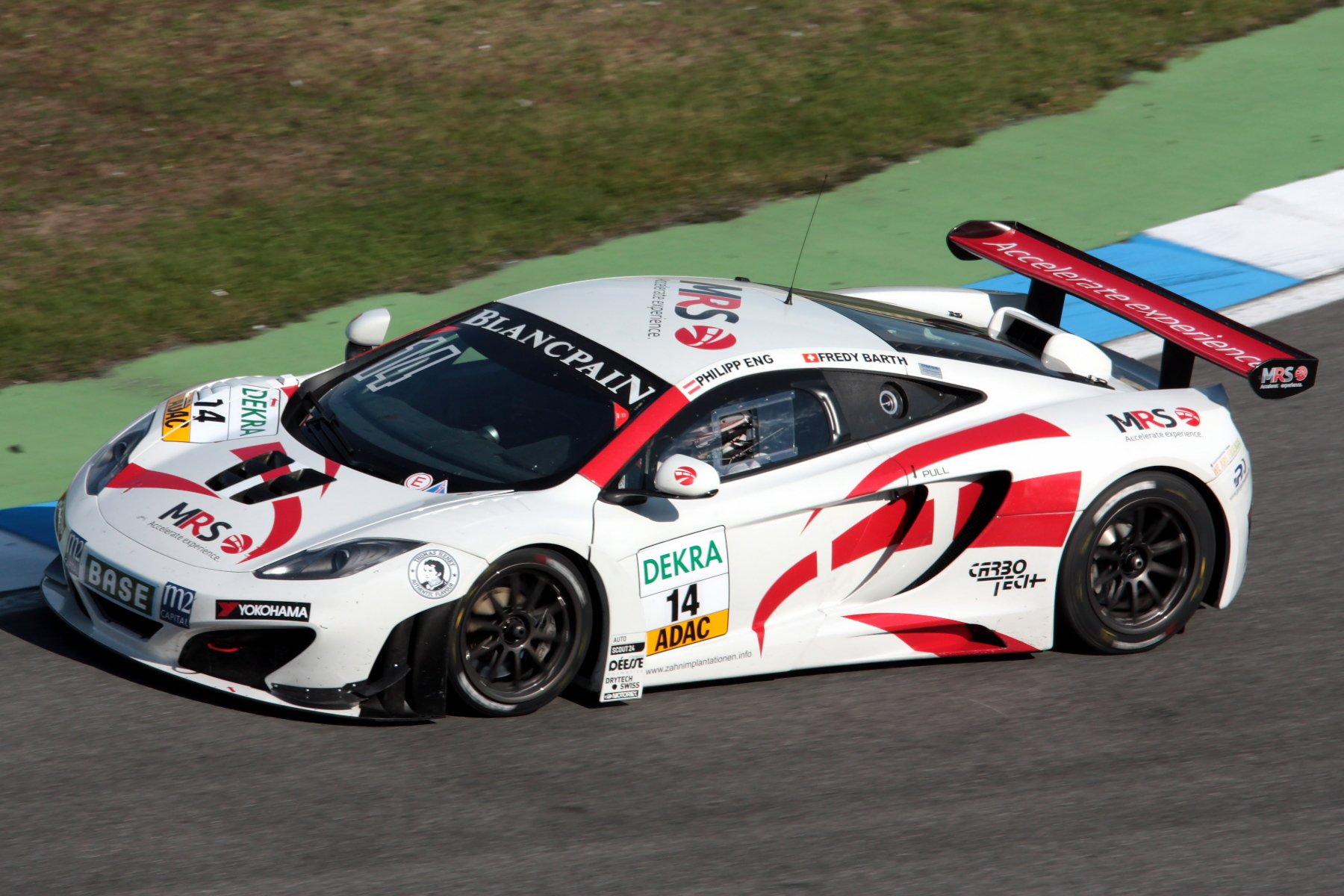
Philipp Eng en ADAC GT Masters 2012.

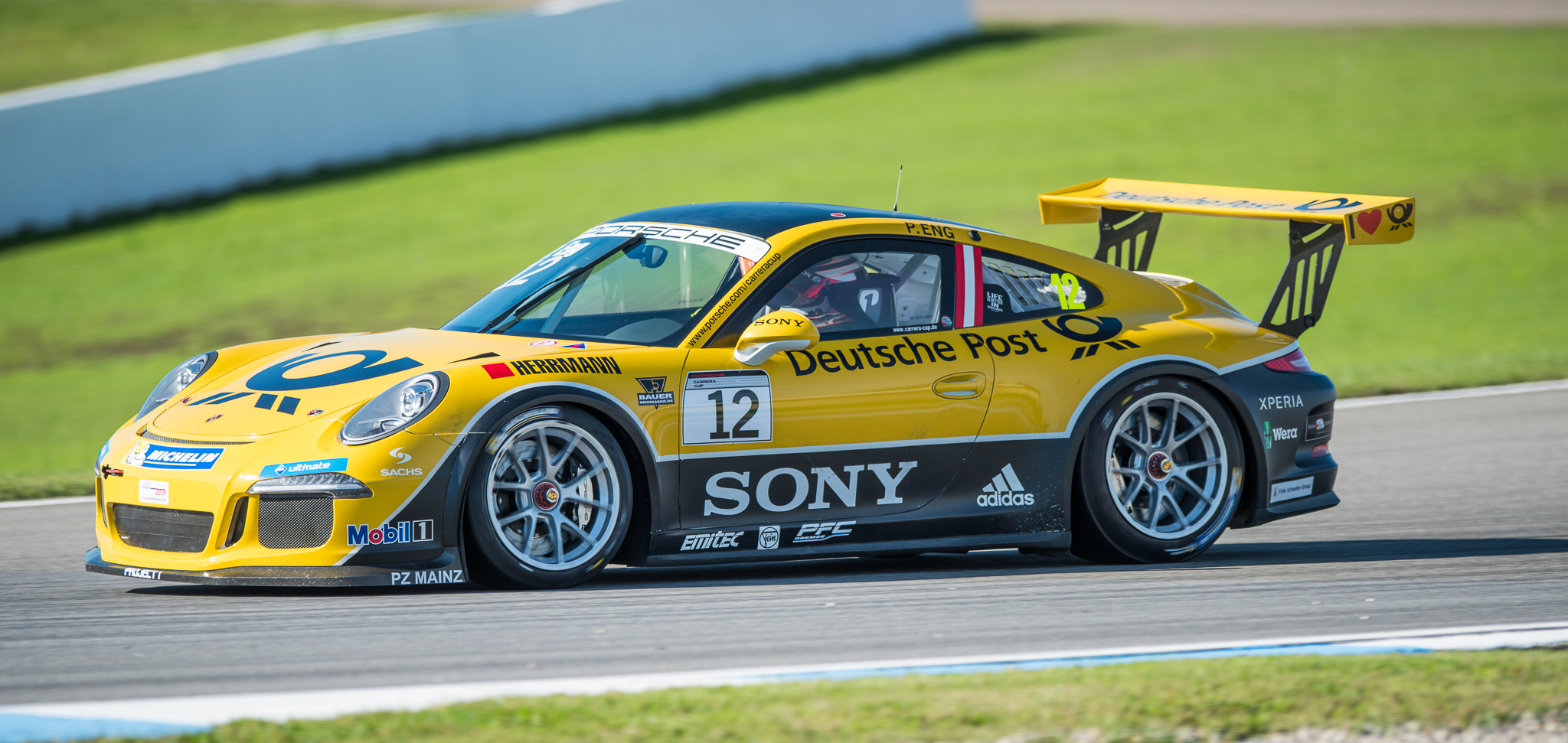
Philipp Eng pilotando un Porsche 911 GT3 en la Supercopa Porsche 2014.

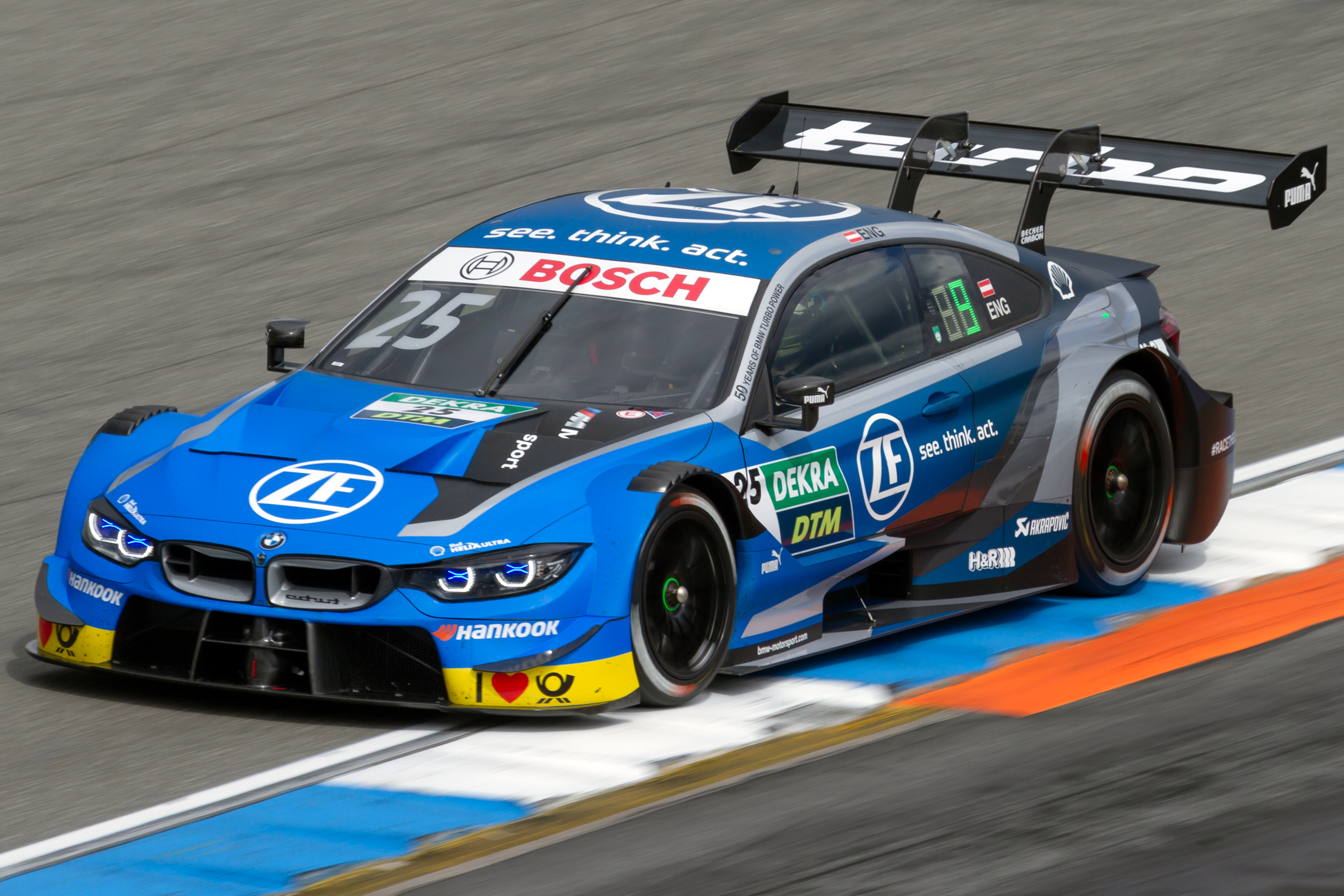
Philipp Eng en su segunda temporada de DTM, 2019.

Philipp Eng (Salzburgo, 28 de febrero de 1990) es un piloto de automovilismo austriaco. Como piloto de fábrica de BMW, ha competido en Deutsche Tourenwagen Masters, GT World Challenge Europe e IMSA SportsCar Championship, entre otros campeonatos. Desde 2023 conduce el BMW M Hybrid V8 en clase GTP de IMSA.

## Resumen de carrera
| Temporada | Categoría                                               | Equipo                          | Carreras     | Victorias    | Poles        | VR           | Podios       | Puntos       | Pos.         |
| --------- | ------------------------------------------------------- | ------------------------------- | ------------ | ------------ | ------------ | ------------ | ------------ | ------------ | ------------ |
| 2006      | Fórmula BMW ADAC                                        | ADAC Berlin-Brandenburg         | 18           | 0            | 0            | 0            | 1            | 73           | 10.º         |
| 2006      | Fórmula BMW UK                                          | Carlin Motorsport               | 2            | 0            | 0            | 0            | 0            | 0            | 26.º         |
| 2007      | Fórmula BMW ADAC                                        | ADAC Berlin-Brandenburg         | 18           | 1            | 2            | 3            | 9            | 595          | 3.º          |
| 2007      | Final Mundial de Fórmula BMW                            | Mücke Motorsport                | 1            | 1            | 1            | 0            | 1            | N/A          | 1.º          |
| 2008      | Campeonato de Alemania de Fórmula 3                     | HS Technik Motorsport           | 2            | 0            | 1            | 1            | 0            | 18           | 11.º         |
| 2008      | Campeonato de Alemania de Fórmula 3                     | Ombra Racing                    | 2            | 0            | 0            | 0            | 1            | 18           | 11.º         |
| 2008      | Fórmula BMW Europa                                      | Mücke Motorsport                | 6            | 0            | 0            | 0            | 0            | 0            | NC†          |
| 2009      | Campeonato de Fórmula Dos de la FIA                     | MotorSport Vision               | 16           | 1            | 1            | 0            | 3            | 39           | 8.º          |
| 2010      | Campeonato de Fórmula Dos de la FIA                     | MotorSport Vision               | 18           | 3            | 2            | 1            | 4            | 142          | 6.º          |
| 2011      | ADAC GT Masters                                         | Callaway Competition            | 11           | 0            | 0            | 1            | 0            | 0            | NC           |
| 2011      | Copa Porsche Carrera Alemania                           | MRS Team PZ Aschaffenburg       | 1            | 0            | 0            | 0            | 0            | 0            | NC           |
| 2012      | Copa Porsche Carrera Alemania                           | MRS GT-Racing                   | 16           | 0            | 1            | 0            | 1            | 112.5        | 10.º         |
| 2012      | ADAC GT Masters                                         | MRS GT-Racing                   | 7            | 0            | 1            | 0            | 0            | 1            | 43.º         |
| 2012      | Supercopa Porsche                                       | MRS GT-Racing                   | 5            | 0            | 0            | 0            | 0            | 41           | 13.º         |
| 2013      | Copa Porsche Carrera Alemania                           | Logiplus MRS-Racing             | 17           | 0            | 0            | 1            | 4            | 166          | 5.º          |
| 2013      | Blancpain Endurance Series                              | MRS GT-Racing                   | 1            | 0            | 0            | 0            | 0            | 0            | NC           |
| 2013      | Supercopa Porsche                                       | MRS GT-Racing                   | 1            | 0            | 0            | 0            | 0            | N/A          | NC†          |
| 2014      | Copa Porsche Carrera Alemania                           | Team Deutsche Post by Project 1 | 18           | 2            | 1            | 1            | 7            | 233          | 1.º          |
| 2014      | Supercopa Porsche                                       | Team Project 1                  | 10           | 0            | 2            | 0            | 3            | 98           | 5.º          |
| 2015      | Copa Porsche Carrera Alemania                           | Deutsche Post by Project 1      | 17           | 9            | 10           | 4            | 14           | 268          | 1.º          |
| 2015      | Supercopa Porsche                                       | Market Leader Team by Project 1 | 10           | 2            | 2            | 0            | 5            | 145          | 1.º          |
| 2015      | ADAC GT Masters                                         | Schütz Motorsport               | 10           | 0            | 1            | 0            | 1            | 28           | 26.º         |
| 2016      | Blancpain GT Series Sprint Cup                          | Rowe Racing                     | 10           | 0            | 0            | 0            | 2            | 23           | 11.º         |
| 2016      | Blancpain GT Series Endurance Cup                       | Rowe Racing                     | 5            | 1            | 0            | 0            | 1            | 56           | 4.º          |
| 2016      | 24 Horas de Le Mans - LMGTE Pro                         | Dempsey-Proton Racing           |              |              |              |              |              |              | 8.º          |
| 2017      | ADAC GT Masters                                         | BMW Team Schnitzer              | 14           | 1            | 3            | 2            | 4            | 116          | 4.º          |
| 2017      | Blancpain GT Series Sprint Cup                          | Rowe Racing                     | 8            | 0            | 0            | 0            | 0            | 10           | 18.º         |
| 2017      | Blancpain GT Series Endurance Cup                       | Rowe Racing                     | 4            | 0            | 0            | 0            | 0            | 6            | 27.º         |
| 2017      | Intercontinental GT Challenge                           | Rowe Racing                     | 1            | 0            | 0            | 0            | 0            | 0            | NC           |
| 2018      | Deutsche Tourenwagen Masters                            | BMW Team RMR                    | 20           | 0            | 1            | 0            | 2            | 102          | 9.º          |
| 2018      | WeatherTech SportsCar Championship - GTLM               | BMW Team RLL                    | 1            | 0            | 0            | 0            | 0            | 22           | 24.º         |
| 2018      | Blancpain GT Series Endurance Cup                       | Walkenhorst Motorsport          | 1            | 1            | 0            | 0            | 1            | 47           | 4.º          |
| 2018      | Blancpain GT Series Endurance Cup                       | Rowe Racing                     | 1            | 0            | 0            | 0            | 0            | 47           | 4.º          |
| 2018-19   | Campeonato Mundial de Resistencia de la FIA - LMGTE Pro | BMW Team MTEK                   | 2            | 0            | 0            | 0            | 0            | 4            | 34.º         |
| 2019      | Deutsche Tourenwagen Masters                            | BMW Team RBM                    | 18           | 1            | 1            | 5            | 3            | 144          | 6.º          |
| 2019      | WeatherTech SportsCar Championship - GTLM               | BMW Team RLL                    | 3            | 1            | 0            | 0            | 1            | 85           | 16.º         |
| 2019      | Blancpain GT Series Endurance Cup                       | Boutsen Ginion                  | 1            | 0            | 0            | 0            | 0            | 0            | NC           |
| 2019      | Blancpain GT Series Endurance Cup - Pro-Am              | Boutsen Ginion                  | 1            | 0            | 0            | 0            | 0            | 6            | 25.º         |
| 2020      | Deutsche Tourenwagen Masters                            | BMW Team RBM                    | 1            | 0            | 0            | 0            | 0            | N/A          | 13.º         |
| 2020      | WeatherTech SportsCar Championship - GTLM               | BMW Team RLL                    | 18           | 0            | 0            | 0            | 0            | 48           | 13.º         |
| 2020      | GT World Challenge Europe Endurance Cup                 | Walkenhorst Motorsport          | 1            | 0            | 0            | 0            | 0            | 26           | 15.º         |
| 2020      | Intercontinental GT Challenge                           | Walkenhorst Motorsport          | 1            | 0            | 0            | 0            | 0            | 0            | NC           |
| 2021      | WeatherTech SportsCar Championship - GTLM               | BMW Team RLL                    | 4            | 0            | 0            | 0            | 2            | 1251         | 7.º          |
| 2022      | Deutsche Tourenwagen Masters                            | Schubert Motorsport             | 16           | 0            | 0            | 0            | 0            | 64           | 14.º         |
| 2023      | IMSA SportsCar Championship - GTP                       | BMW M Team RLL                  | 9            | 0            | 0            | 0            | 0            | 2341         | 8.º          |
| 2023      | GT World Challenge Europe Endurance Cup                 | Rowe Racing                     | 5            | 2            | 1            | 0            | 3            | 77           | 2.º          |
| 2023      | 24 Horas de Nürburgring - SP9                           | Rowe Racing                     |              |              |              |              |              |              | DNF          |
| 2023      | Intercontinental GT Challenge                           | Team WRT                        | 3            | 1            | 0            | 1            | 2            | 74           | 4.º          |
| 2023      | Intercontinental GT Challenge                           | ROWE Racing                     | 1            | 1            | 0            | 0            | 1            | 74           | 4.º          |
| 2024      | IMSA SportsCar Championship - GTP                       | BMW M Team RLL                  | 9            | 1            | 0            | 0            | 1            | 2537         | 7.º          |
| 2024      | GT World Challenge Europe Endurance Cup                 | ROWE Racing                     | 3            | 0            | 0            | 0            | 0            | 10           | 22.º         |
| 2024      | GT World Challenge America - Pro                        | ST Racing                       | 1            | 0            | 0            | 0            | 0            | 20           | 13.º         |
| 2025      | IMSA SportsCar Championship - GTP                       | BMW M Team RLL                  | Disputándose | Disputándose | Disputándose | Disputándose | Disputándose | Disputándose | Disputándose |
| 2025      | GT World Challenge Europe Endurance Cup                 | ROWE Racing                     | Disputándose | Disputándose | Disputándose | Disputándose | Disputándose | Disputándose | Disputándose |
| Fuente:   |                                                         |                                 |              |              |              |              |              |              |              |

## Resultados

### Campeonato de Fórmula Dos de la FIA
(Clave) (negrita indica pole position) (cursiva indica vuelta rápida)

| Año     | 1        | 2       | 3       | 4       | 5         | 6         | 7        | 8        | 9        | 10       | 11        | 12        | 13      | 14       | 15      | 16      | 17      | 18       | Pos. | Puntos |
| ------- | -------- | ------- | ------- | ------- | --------- | --------- | -------- | -------- | -------- | -------- | --------- | --------- | ------- | -------- | ------- | ------- | ------- | -------- | ---- | ------ |
| 2009    | VAL 1 12 | VAL 2 3 | BRN 1 3 | BRN 2 9 | SPA 1 Ret | SPA 2 Ret | BRH 1    | BRH 2 4  | DON 1 5  | DON 2 10 | OSC 1 Ret | OSC 2 Ret | IMO 1 5 | IMO 2 10 | CAT 1 5 | CAT 2 9 |         |          | 8.º  | 39     |
| 2010    | SIL 1 4  | SIL 2 1 | MAR 1 2 | MAR 2 1 | MON 1 11  | MON 2 Ret | ZOL 1 15 | ZOL 2 12 | ALG 1 15 | ALG 2 6  | BRH 1 10  | BRH 2 1   | BRN 1 6 | BRN 2 18 | OSC 1 7 | OSC 2 9 | VAL 1 4 | VAL 2 11 | 6.º  | 142    |
| Fuente: |          |         |         |         |           |           |          |          |          |          |           |           |         |          |         |         |         |          |      |        |

### Supercopa Porsche
(Clave) (negrita indica pole position) (cursiva indica vuelta rápida)

| Año     | Equipo                     | 1     | 2     | 3       | 4      | 5      | 6     | 7      | 8       | 9     | 10    | 11    | Pos. | Puntos |
| ------- | -------------------------- | ----- | ----- | ------- | ------ | ------ | ----- | ------ | ------- | ----- | ----- | ----- | ---- | ------ |
| 2012    | MRS GT-Racing              | BHR   | BHR   | MON     | ESP 5  | GBR    | GER 7 | HUN 6  | HUN Ret | BEL   | ITA 6 |       | 13.º | 41     |
| 2013    | MRS GT-Racing              | ESP   | MON   | GBR     | GER    | HUN    | BEL   | ITA 14 | UAE     | UAE   |       |       | NC   | 0‡     |
| 2014    | Team Project 1             | ESP 2 | MON 2 | AUT Ret | GBR 10 | GER 15 | HUN 9 | BEL 5  | ITA 8   | USA 5 | USA 3 |       | 5.º  | 98     |
| 2015    | Market Leader by Project 1 | ESP 4 | MON 2 | AUT 2   | GBR 1  | HUN 6  | BEL 2 | BEL 1  | ITA 6   | ITA 7 | USA C | USA 8 | 1.º  | 145    |
| Fuente: |                            |       |       |         |        |        |       |        |         |       |       |       |      |        |

### Blancpain GT Series Sprint Cup
(Clave) (negrita indica pole position) (cursiva indica vuelta rápida)

| Año     | Equipo      | Automóvil  | Clase | 1         | 2        | 3          | 4          | 5         | 6          | 7         | 8         | 9        | 10        | Pos. | Puntos |
| ------- | ----------- | ---------- | ----- | --------- | -------- | ---------- | ---------- | --------- | ---------- | --------- | --------- | -------- | --------- | ---- | ------ |
| 2016    | Rowe Racing | BMW M6 GT3 | Pro   | MIS QR 2  | MIS CR 3 | BRH QR Ret | BRH CR 16  | NÜR QR 7  | NÜR CR 9   | HUN QR 21 | HUN CR 13 | CAT QR 8 | CAT CR 24 | 11.º | 23     |
| 2017    | Rowe Racing | BMW M6 GT3 | Pro   | MIS QR 16 | MIS CR 6 | BRH QR 5   | BRH CR Ret | ZOL QR 14 | ZOL CR Ret | HUN QR 12 | HUN CR 11 | NÜR QR   | NÜR CR    | 18.º | 10     |
| Fuente: |             |            |       |           |          |            |            |           |            |           |           |          |           |      |        |

### 24 Horas de Le Mans
| Año     | Equipo                | Copilotos                         | Automóvil       | Clase   | Vueltas | Pos. | Pos. Clase |
| ------- | --------------------- | --------------------------------- | --------------- | ------- | ------- | ---- | ---------- |
| 2016    | Dempsey-Proton Racing | Michael Christensen Richard Lietz | Porsche 911 RSR | GTE Pro | 329     | 31.º | 8.º        |
| 2018    | BMW Team MTEK         | Nick Catsburg Martin Tomczyk      | BMW M8 GTE      | GTE Pro | 332     | 33.º | 11.º       |
| 2019    | BMW Team MTEK         | Nick Catsburg Martin Tomczyk      | BMW M8 GTE      | GTE Pro | 309     | 47.º | 13.º       |
| Fuente: |                       |                                   |                 |         |         |      |            |

### Deutsche Tourenwagen Masters
(Clave) (negrita indica pole position) (cursiva indica vuelta rápida)

| Año     | Equipo              | Automóvil        | 1        | 2         | 3         | 4       | 5        | 6        | 7        | 8        | 9        | 10        | 11        | 12       | 13       | 14       | 15       | 16        | 17        | 18       | 19       | 20      | Pos. | Puntos |
| ------- | ------------------- | ---------------- | -------- | --------- | --------- | ------- | -------- | -------- | -------- | -------- | -------- | --------- | --------- | -------- | -------- | -------- | -------- | --------- | --------- | -------- | -------- | ------- | ---- | ------ |
| 2018    | BMW Team RMR        | BMW M4 DTM       | HOC 1 16 | HOC 2 14  | LAU 1 3   | LAU 2 7 | HUN 1 18 | HUN 2 3  | NOR 1 5  | NOR 2 11 | ZAN 1 14 | ZAN 2 4   | BRH 1 5   | BRH 2 7  | MIS 1 8  | MIS 2 16 | NÜR 1 16 | NÜR 2 8   | SPL 1 8   | SPL 2 9  | HOC 1 12 | HOC 2 8 | 9.º  | 102    |
| 2019    | BMW Team RBM        | BMW M4 Turbo DTM | HOC 1 14 | HOC 2 4   | ZOL 1     | ZOL 2   | MIS 1 7  | MIS 2    | NOR 1 7  | NOR 2 5  | ASS 1 4  | ASS 2 13  | BRH 1 6   | BRH 2 5  | LAU 1 5  | LAU 2 5  | NÜR 1 13 | NÜR 2 8   | HOC 1 Ret | HOC 2 14 |          |         | 6.º  | 144    |
| 2020    | BMW Team RBM        | BMW M4 Turbo DTM | SPA 1 6  | SPA 2 11  | LAU 1 9   | LAU 2 7 | LAU 1 8  | LAU 2 12 | ASS 1 13 | ASS 2 9  | NÜR 1 6  | NÜR 2 10  | NÜR 1 4   | NÜR 2 12 | ZOL 1 9  | ZOL 2 14 | ZOL 1 12 | ZOL 2 Ret | HOC 1 9   | HOC 2 10 |          |         | 13.º | 48     |
| 2022    | Schubert Motorsport | BMW M4 GT3       | ALG 1 9  | ALG 2 Ret | LAU 1 Ret | LAU 2 4 | IMO 1 12 | IMO 2 6  | NOR 1 5  | NOR 2 11 | NÜR 1 6  | NÜR 2 Ret | SPA 1 Ret | SPA 2 7  | RBR 1 12 | RBR 2 5  | HOC 1 6  | HOC 2 Ret |           |          |          |         | 14.º | 64     |
| Fuente: |                     |                  |          |           |           |         |          |          |          |          |          |           |           |          |          |          |          |           |           |          |          |         |      |        |

### Campeonato Mundial de Resistencia de la FIA
(Clave) (negrita indica pole position) (cursiva indica vuelta rápida)

| Año     | Escudería     | Clase     | Automóvil  | 1   | 2   | 3   | 4   | 5   | 6   | 7   | 8   | Pos. | Puntos | Ref.   |
| ------- | ------------- | --------- | ---------- | --- | --- | --- | --- | --- | --- | --- | --- | ---- | ------ | ------ |
| 2018-19 | BMW Team MTEK | LMGTE Pro | BMW M8 GTE | SPA | LMS | SIL | FUJ | SHA | SEB | SPA | LMS | 34.º | 4      | [ 14 ] |
| 2018-19 | BMW Team MTEK | LMGTE Pro | BMW M8 GTE |     |     | 9   |     |     |     |     | 15  | 34.º | 4      | [ 14 ] |